# Erica cylindrica
Erica cylindrica är en ljungväxtart som beskrevs av Carl Peter Thunberg. Erica cylindrica ingår i släktet klockljungssläktet, och familjen ljungväxter. Inga underarter finns listade i Catalogue of Life.